# Willem Nicolaï

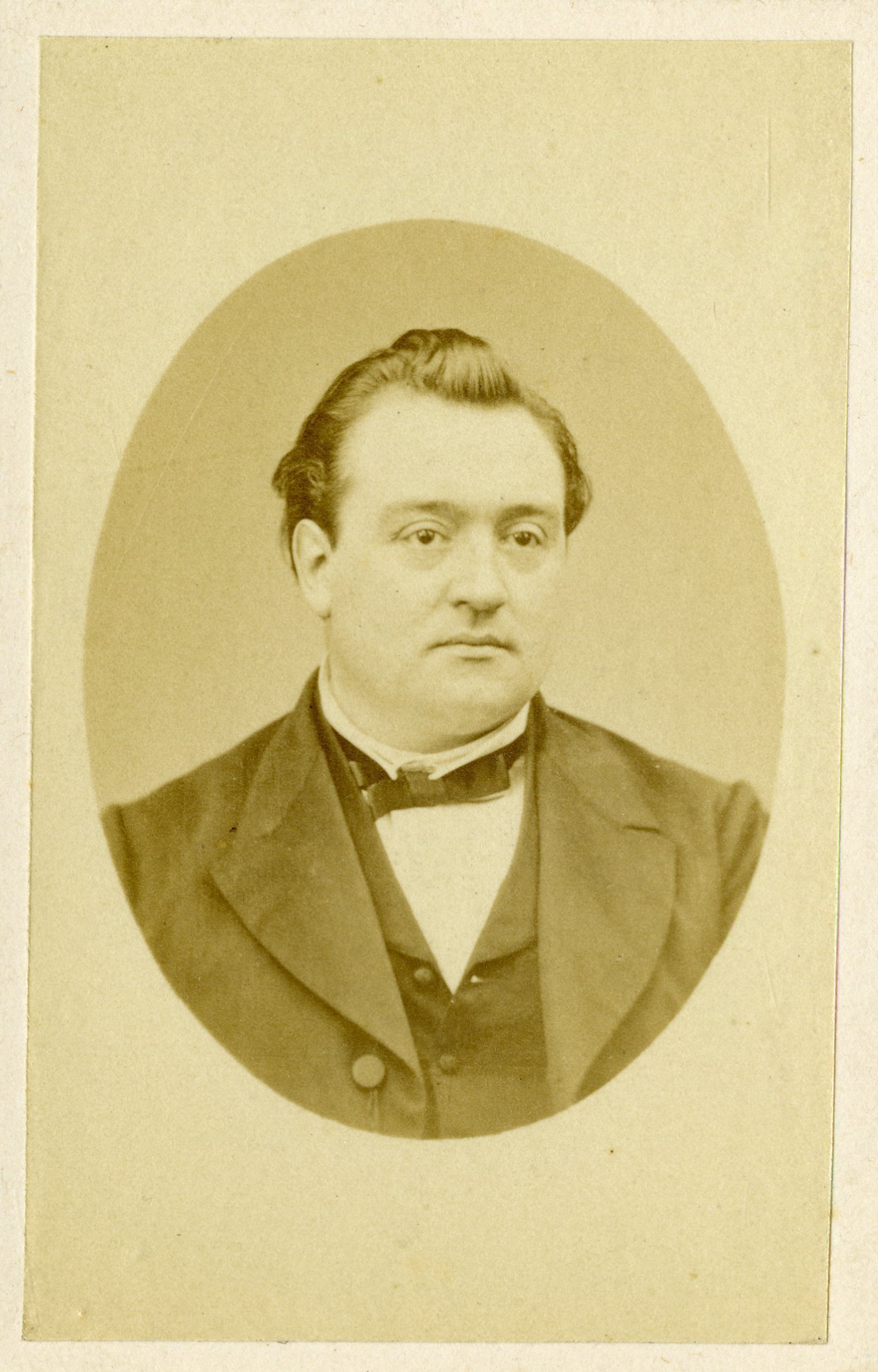
Nicolaï (ca. 1875)

Willem Frederik Gerard Nicolaï, född 20 november 1829 i Leiden, död 25 april 1896 i Haag, var en nederländsk musiker.
Nicolaï utbildades vid musikkonservatoriet i Leipzig och blev 1852 lärare vid kungliga musikskolan i Haag samt 1865 densammas direktör. Han utövade stort inflytande på sina landsmän både som musikpedagog, dirigent och redaktör för musiktidningen "Cecilia". Även uppträdde han som tonsättare genom bland annat kantaterna Lied von der Glocke (till Friedrich Schillers dikt) och Die schwedische Nachtigall (till ära för Jenny Lind som stiftare av en ansenlig fond för musikerpensioner i Haag) samt framför allt genom oratoriet Bonifacius. Han var president i "Maatschappij tot bevordering van toonkunst".